# Spectrum Range
Die Spectrum Range, früher offiziell Spectrum Mountains oder Rainbow Mountains genannt, ist eine kleine Gebirgsgruppe im Cassiar Land District im Nordwesten der kanadischen Provinz British Columbia. Sie liegt ganz im Süden des Tahltan Highland und grenzt im Osten an die Skeena Mountains und im Westen an die Boundary Ranges der Coast Mountains. Die Spectrum Range ist im Südwesten vom Arctic Lake Plateau:32 und im Nordwesten vom Kitsu Plateau:32 umgeben, die beide vulkanische Objekte wie Schlackenkegel enthalten. Sie liegt ganz im Süden des Mount Edziza Volcanic Complex, welcher auch die beiden benachbarten Plateaus umfasst sowie den Mount Edziza und das Big Raven Plateau im Norden. Die Gebirgsgruppe wird allseits von Fließgewässern des Einzugsgebietes des Stikine River und enthält ‒ anders als der Mount Edziza im Norden ‒ relativ kleine isolierte Gletscher. Der Mount Edziza Provincial Park ist das Haupt-Schutzgebiet, das die Spectrum Range umgibt.
Die Spectrum Range ist der erodierte Überrest eines großen Lavadoms, dessen ursprüngliche Oberfläche in nur wenigen Überbleibseln an den höheren Gipfeln erhalten sind.:12–15,113 Dieser Lavadom entstand vor 3,5 bis 2,5 Millionen Jahren im zweiten magmatischen Zyklus des Mount Edziza Volcanic Complex und war ursprünglich mehr als 25 km breit. Ein Großteil des Doms besteht aus massiven Rhyolith- und Trachyt-Lavaströmen. Nur später wurden im Verlauf der Entstehung des Lavadoms relativ kleine Basalt-Lavaströme ausgestoßen. Diese Lavaströme bildeten eine nahezu kreisförmige Gruppe von Karlingen und lange, schmalgratige Gebirgskämme, aus denen die heutige Spectrum Range besteht; die Basaltströme haben hauptsächlich die höheren Gipfel überströmt. Der Vulkanismus in den letzten 2,5 Millionen Jahren spielte sich hauptsächlich an den nordwestlichen und südwestlichen Seiten der Spectrum Range ab, aber das genaue Alter der jüngsten Eruption ist unbekannt.

## Namen und Etymologie
Die Spectrum Range wurde auf der 1929 publizierten Karte von BC Lands als Rainbow Mountains bezeichnet, worauf 1945 die Umbenennung der Gebirgsgruppe in Spectrum Mountains folgte. In Übereinstimmung mit dem Memoir 247 der Geological Survey of Canada von 1948 wurde der Name 1954 zu Spectrum Range geändert. Die Namen der Gebirgsgruppe beziehen sich auf ihre vielfarbigen Felsen; fahl grüne, hellgraue und weiße Felsen verwittern zu leuchtenden Tönen von Orange, Gelb und Rot.:113 In dem 1980 erschienenen Buch Natural Wonders of the World wird die Spectrum Range auch als die Spectrums bezeichnet.:354

## Geographie und Geomorphologie

### Lage
Die Spectrum Range liegt ganz im Süden des Tahltan Highland, östlich der Boundary Ranges der Coast Mountains und westlich der Skeena Mountains im Cassiar Land District. Im Südwesten ist die Spectrum Range vom Arctic Lake Plateau begrenzt, zu welchem weitere vulkanische Objekte wie der Outcast Hill, die Wetalth Ridge, der Exile Hill, der Nahta Cone und der Tadekho Hill gehören.:26,199,320 Das Kitsu Plateau umgibt die Spectrum Range im Nordwesten und enthält das Mess Lake Lava Field, welches aus geologisch jungen Lavaströmen und Tephra aus drei pyroklastischen Kegeln besteht.:32,234,235 Im Norden und Nordosten grenzt die Spectrum Range an den Raspberry Pass und das Tal des Artifact Creek, wobei letzterer die Artifact Ridge von der Gebirgsgruppe trennt.
Die Spectrum Range liegt ganz im Süden des Mount Edziza Volcanic Complex, zu dem die benachbarten Hochebenen Arctic Lake und Kitsu gehören sowie der Mount Edziza und das Big Raven Plateau im Norden.:32 Der Vulkankomplex enthält ein intermontanes Plateau, das von vier Zentralvulkanen überlagert wird, welche auf einer von Nord nach Süd verlaufenden Achse angeordnet sind; die Spectrum Range ist der südlichste und drittälteste dieser Zentralvulkane.:124,125 Die Spectrum Range ist vom Mount Edziza Provincial Park umgeben, einer der größten Provincial Parks in British Columbia.

### Struktur

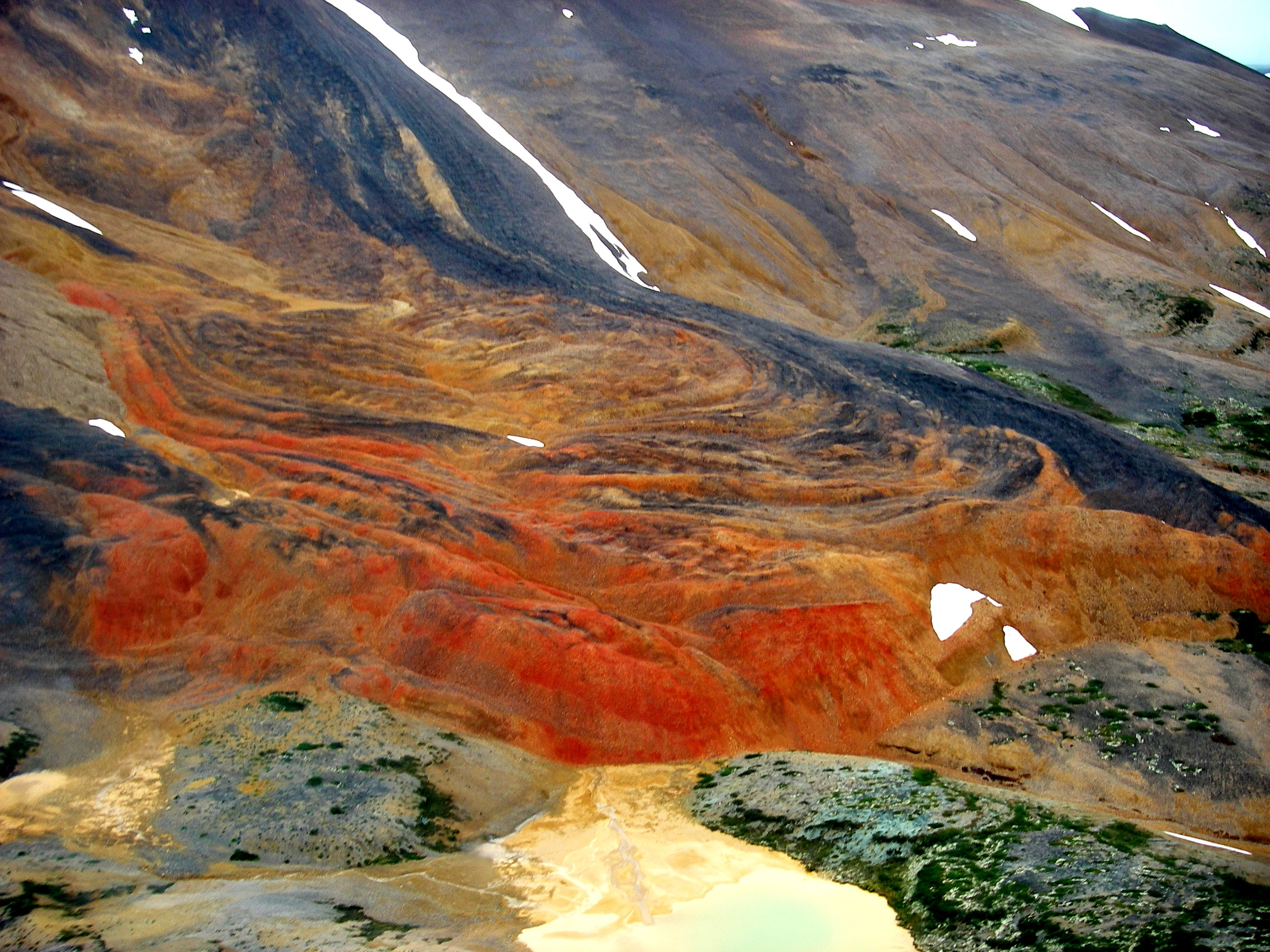
Ein farbenfroher oxidierter Lavastrom in der Spectrum Range nahe dem Raspberry Pass

Ausgehend von dem zentralen Abschnitt dieser nahezu kreisförmigen Gruppe von Karlingen und langen schmalgratigen Gebirgskämmen gibt es ein grob radial verlaufendes Flusssystem, das von tief eingeschnittenen Tälern gekennzeichnet ist.:32,113 Ablagerungen von Geröll und Felsenmeeren bedecken große Teile der Talhänge, welche zu breiten, abgerundeten Gipfeln der Riedel-Grate hinaufführen.:32 Diese Grate sind die erodierten Überbleibsel eines einst durchgängigen Lavadoms, dessen ursprüngliche Oberfläche nur noch in ein paar Überresten der höheren Gipfel erhalten geblieben ist.:32, 113 Die Höhe der Grate und Gipfel sinkt mit zunehmendem Abstand vom zentralen Teil der Gebirgsgruppe.:113 Zu diesen Gipfeln und Graten gehören der Kitsu Peak, der Yeda Peak, der Kuno Peak, der Kounugu Mountain, die Obsidian Ridge und die Yagi Ridge. Mehrere Kare in der Gebirgsgruppe sind über scharfkantige Grate miteinander verbunden und, abgesehen von Bäumen in den unteren Tallagen, vegetationsfrei.:354
Der heutige, etwa 19 km breite Dom, aus dem die Spectrum Range besteht, hatte ursprünglich eine Breite von mehr als 25 km, wie das am Vorhandensein von Überbleibseln der Erosion an seinen nördlichen und südwestlichen Grenzen erkennbar ist.:113 Er war auch ursprünglich höher als gegenwärtig mit 2430 m, was an den dicken streichenden Lavaströmen am Gipfel des Kitsu Peak, des höchsten Punktes der Spectrum Range, nachzuweisen ist.:113 Das ursprüngliche Volumen des Spectrum-Doms wird ‒ basierend auf Berechnungen an der rekonstruierten Oberfläche ‒ auf 101 km³ geschätzt.:113

### Vergletscherung
Als Teil des Mount Edziza Volcanic Complex war die Spectrum Range im Pleistozän vom Kordilleren-Eisschild bedeckt, welcher bis vor etwa 11.000 Jahren periodisch vorstieß und sich zurückzog, bevor die Gletscherschmelze im sich stetig erwärmenden Klima abgeschlossen war.:18–20,25:10 Diese Erwärmung endete vor etwa 2.600 Jahren, was die Gletscher aus der Spectrum Range und von anderswo im Vulkankomplex zu einem erneuten Vorstoß veranlasste. Der heutige Trend zu einem eher moderaten Klima setzte der erneuten Vergletscherung im 19. Jahrhundert ein Ende; das führte schließlich zu einem raschen Rückzug der Gletscher im gesamten Mount Edziza Volcanic Complex. Dieser rasche Rückzug ist am vegetationslosen, blanken Fels zwischen den Gletschern und ihren Schliffgrenzen, welche bis zu 2 km entfernt sein können, offensichtlich.:25
Im Gegensatz zum Mount Edziza, welchen eine Eiskappe von etwa 70 km² bedeckt, wird die Spectrum Range von relativ kleinen, voneinander getrennten Gletschern bedeckt, die Kare an den meisten Gipfeln von mehr als 2130 m Höhe bedecken.:35,36 Der größte Gletscher ist der Nagha Glacier, welcher nordwestlich des Yeda Peak seinen Anfang nimmt und am Eingang zum Tal zwischen Yagi Ridge und Kitsu Plateau endet. Der Yeda Glacier, ein in offiziell benannter Gletscher am Quellgebiet des Ball Creek, existierte 1988 südlich des Yeda Peak.

### Gewässer

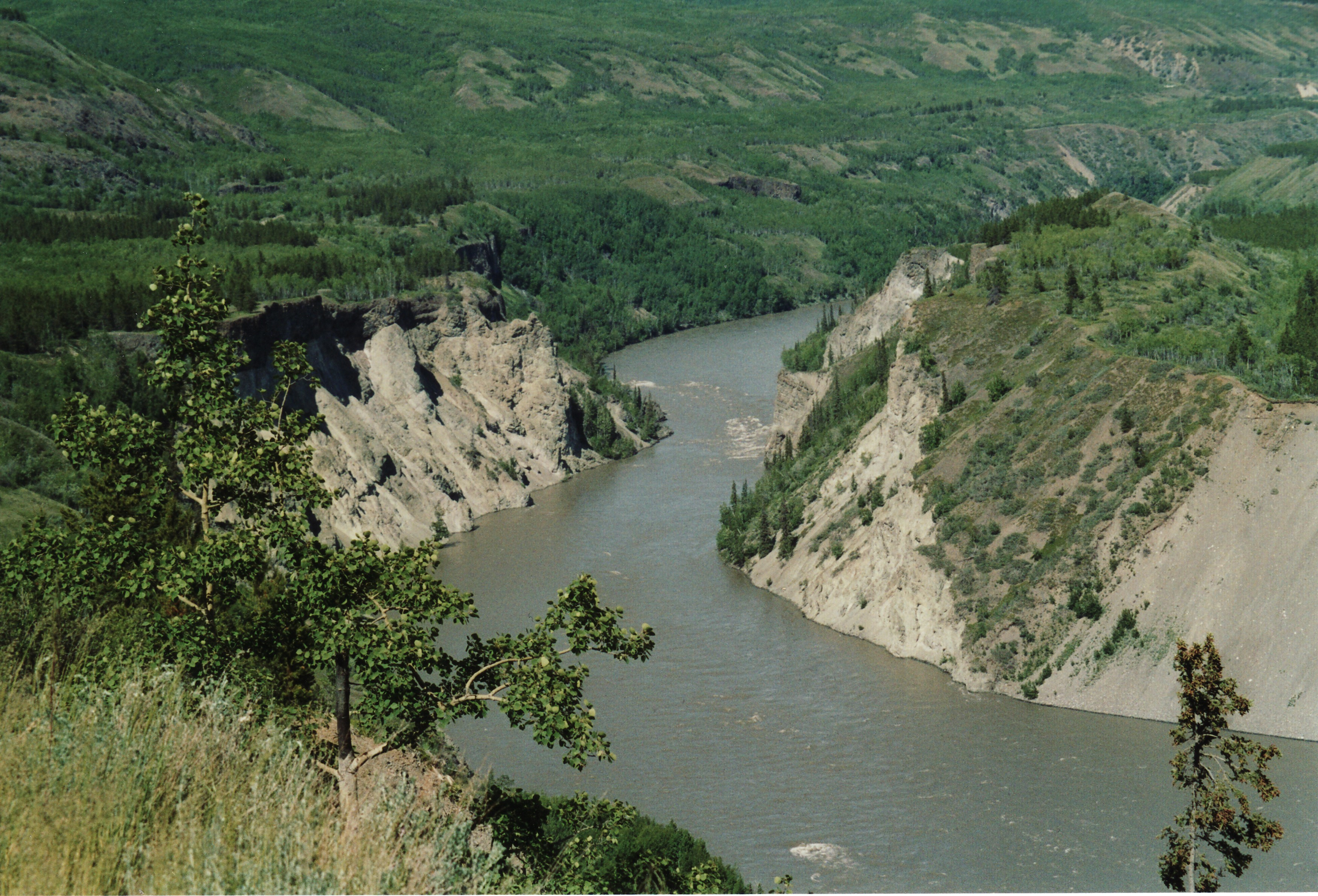
Die Spectrum Range entwässert über Nebenflüsse in den Stikine River

Als Teil des Mount Edziza Volcanic Complex wird die Spectrum Range allseits von Fließgewässern im Einzugsgebiet des Stikine River entwässert.:33 Der Der Kitsu Creek ist ein nordwestwärts fließendes Gewässer, das an der Nordseite des Kitsu Peak entspringt. Zu ihm gehört ein benannter Zufluss, der Nagha Creek, welcher gleichfalls von der Spectrum Range aus nordwestwärts fließt. Der Tadekho Creek entspringt zwischen Kuno und Yeda Peak und fließt nordwestwärts. Sowohl der Kitsu Creek als auch der Tadekho Creek münden in den Mess Creek, einen nordwestwärts gerichteten Zufluss des Stikine River.
Der Little Iskut River ist der Abfluss des Little Ball Lake, gleich südlich des Kounugu Mountain; er fließt nordostwärts und nimmt den östlich der Spectrum Range fließenden Stewbomb Creek auf. Der Stewbomb Creek hat einen benannten Nebenfluss, den Artifact Creek, welcher in Nachbarschaft des Kitsu Peak entspringt, und fließt durch ein Tal zwischen der Artifact Ridge und der Obsidian Ridge. Sowohl der Ball Creek als auch der More Creek fließen vom Südende der Spectrum Range nahe dem Yeda Peak aus südwärts. Der Ball Creek hat einen ostwärts fließenden Nebenfluss, der Chachani Creek genannt wird. Der Little Iskut River, der Ball Creek und der More Creek sind Zuflüsse des Iskut River, welcher südwärts und danach westwärts in den Stikine River fließt.

## Geologie

### Hintergrund

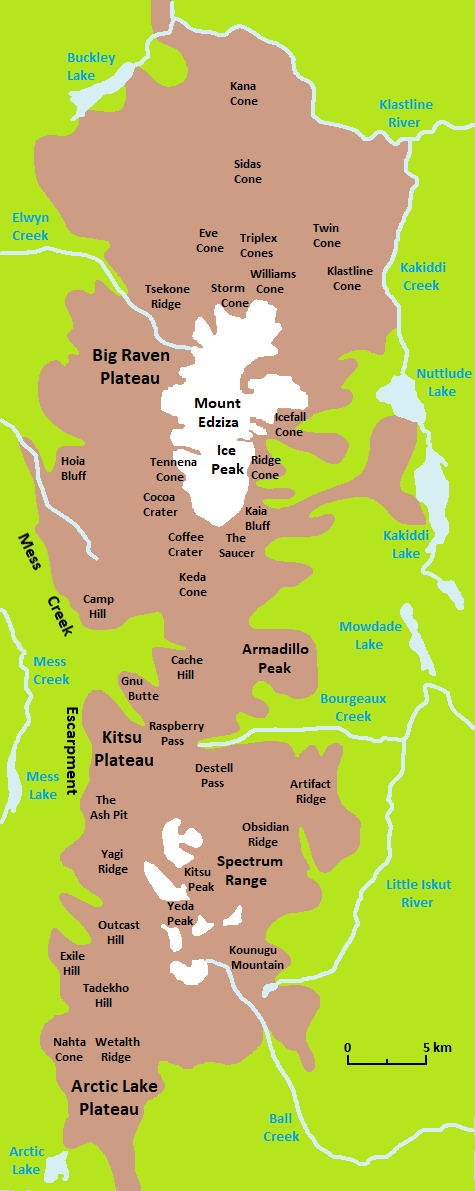
Karte des Mount Edziza Volcanic Complex mit der Lage der Spectrum Range

Die Spectrum Range ist Teil der Northern Cordilleran Volcanic Province, eines weiten Gebietes mit Vullkanen und Lavaströmen, das sich vom nordwestlichen British Columbia nordwärts durch Yukon bis ins östlichste Alaska erstreckt.:1280,1281,1283,1284 Die dominanten Gesteine, aus denen diese Vulkane bestehen, sind Alkalibasalte und Hawaiite, aber Nephelinit, Basanit und peralkaline Gesteine a wie Phonolith, Trachyt und Comendit sind lokal verbreitet. Diese Gesteine wurden durch Vulkanausbrüche vor 20 Millionen Jahren bis vor wenigen hundert Jahren abgelagert. Als Ursache der vulkanischen Aktivität in der Northern Cordilleran Volcanic Province wird das Rifting der Nordamerikanischen Kordillere angesehen, welches durch Änderungen der relativen Plattenbewegung zwischen der Nordamerikanischen und der Pazifischen Platte angetrieben wird.:1280

### Grundgebirge
Unter nahezu der gesamten Spectrum Range liegt das Kounugu Member der Nido Formation, einer von vielen stratigraphischen Einheiten, aus denen der Mount Edziza Volcanic Complex besteht.:104,113,267 Basaltische Lavaströme dieser pliozänen Einheit sind rings um die Spectrum Range exponiert und nur auf das Gebiet südlich des weiten von Ost nach West verlaufenden Tals am Raspberry Pass beschränkt.:93,104 Sie stammen aus mindestens vier separaten eruptiven Zentren, die entweder stark erodiert sind oder durch die Erosion vollständig zerstört wurden.:93,104
Flach aufliegende Basaltströme der Raspberry Formation, der ältesten Einheit des Mount Edziza Volcanic Complex, liegen gleichfalls unter der Spectrum Range.:3,4,267 Diese geologische Formation stammt aus dem Obermiozän und war ursprünglich ein Schildvulkan, der Lava von mindestens drei Orten nahe dem Raspberry Pass ausstieß.:3,47 Unter der Nido und der Raspberry Formation liegt der Stikine-Terran, eine paläozoische bis mesozoische Suite von vulkanischen und Sediment-Gesteinen, welche während des Jura an den Kontinentalrand von Nordamerika akkretiert wurden.:39:1281,1287

### Zusammensetzung
Die Spectrum Range besteht hauptsächlich aus Trachyt, Comendit und pantelleritischem Trachyt sowie Rhyolith der Spectrum Formation, der fünftältesten stratigraphischen Einheit des Mount Edziza Volcanic Complex.:113,267 Mehr als 90 % dieser vulkanischen Gesteine wurden als Lava ausgestoßen, während weniger als 10 % von ihnen als Bims und pyroklastischer Strom ausgestoßen wurden; die Lava hat die Form von Lavaströmen, von denen einzelne eine Dicke von bis zu 200 m aufweisen.:344 Diese vulkanischen Gesteine werden lokal von erodierten Überbleibseln der Kitsu-Member-Basaltlavaströme überlagert, welche die unveränderte Oberfläche des ursprünglichen Spectrum-Lavadoms bewahrten und die höheren Gipfel der Spectrum Range bedecken.:32,113:344

### Caldera
In der Mitte der Spectrum Range am Fuß des Vulkanpfeilers befindet sich eine verschüttete Senke, die eine Caldera oder eine unregelmäßige zusammengebrochene Struktur sein könnte. Sie befindet sich in einem ungefähr kreisförmigen Gebiet von etwa 10 km Durchmesser und entstand wahrscheinlich beim Einsturz einer flachen Magmakammer während des Ausstoßes der Spectrum-Formation-Laven. Mindestens 1 km des vertikalen Caldera-Zusammenbruchs könnten die Folge dessen gewesen sein, dass die Magmakammer einen ähnlichen Durchmesser wie das kreisförmige Gebiet hatte, aber die spärliche Exposition der Senke und die sie begrenzenden vertikalen Verwerfungen geben nur fragmentarisch Hinweise darauf. Die Südwestseite einer nordwestwärts verlaufenden, nahezu senkrechten Verwerfung anschließend an den Stewbomb Creek fällt mindestens 90 m ab und wird von parallelen rhyolithischen Dykes geschnitten.:120

### Eruptive Historie
Die Gesteine, aus denen die Spectrum Range besteht, wurden durch vulkanische Eruptionen vor 3,5 bis 2,5 Millionen Jahren während des zweiten magmatischen Zuklus des Mount Edziza Volcanic Complex ausgestoßen.:125:113,249 Einer relativ kleinen initialen Eruption von Bims und Asche folgte eine Effusion massiver rhyolithischer Ströme, die 13 km Länge erreichte.:13 Diese rhyolithischen Ströme wurden in rascher Folge ausgestoßen und bildeten durch Anlagerung den breiten Spectrum Dome, welcher eine Dicke von mindestens 750 m und eine Breite von etwa 25 km erreichte.:14,113 Die vorherrschenden rhyolithischen Eruptionen wurden später durch die Effusion von trachytischer Lava ersetzt, als die tieferen Teile der darunter gelagerten Magmakammer angezapft wurden.:14 Der Entstehung des Spectrum Dome folgte die Entleerung der Magmakammer, was zur Schaffung der Caldera führte, die schließlich durch Lava aus folgenden Eruptionen verschüttet wurde.:14, 115

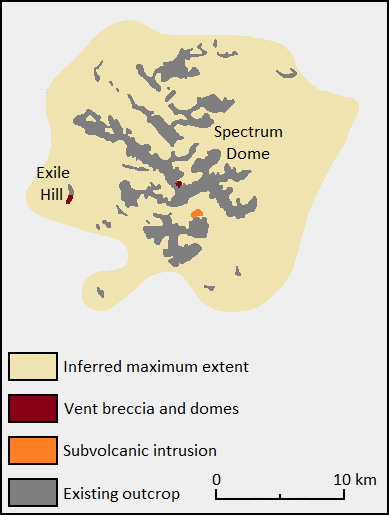
Paläogeologische Karte der Spectrum Formation mit der aktuellen Ausdehnung des Spectrum Dome

Der Yeda Peak, eine 2240 m hohe Felsnadel in der Mitte der Spectrum Range, war der Ort einer folgenden explosiven Eruption, die mit der Entstehung eines Vulkankraters endete.:14,119 Einige der Ejekta sammelten sich rund um den Schlot an und bildeten einen niedrigen Vulkankegel, während die eher unberechenbaren, bimsreichen Phasen des Ausbruchs Aschelawinen an den Hängen des Spectrum Dome hinunter schickten.:14 Neuerlicher Vulkanismus am Exile Hill, 8 km westlich auf dem Arctic Lake Plateau gelegen, produzierte eine ähnliche, aber viel kleinere Eruption, welche eine etwa 200 m breite Brekzien-Röhre schuf.:15 Der Vulkanismus späterer Stufen lagerte auch die Alkalibasalt-Ströme des Kitsu Member ab, welche wahrscheinlich von vielen vulkanischen Zentren am Gipfel des Doms ausgestoßen wurden, welche seitdem durch Erosion abgetragen wurden.:15,122,249 Diese Lavaströme flossen über eine Geröllschicht, die aus Gesteinsfragmenten zusammengesetzt sind, welche wiederum aus der Spectrum Formation und älteren geologischen Formationen stammen.:344
Anschließend an die Entstehung des Spectrum Dome setzte sich die Aktivität im Quartär mit geringerer Intensität in Flankenvulkanen in der Spectrum Range und benachbarten Gebieten fort. Der Vulkanismus schuf während des Pleistozäns eine Reihe kleiner Vulkane an der Südwestflanke der Gebirgskette, die in subaerischer und subglazialer Umgebung stattfanden. Subaerische Lavafontänen am äußersten nördlichen Ende des Arctic Lake Plateau schufen den Schlackenkegel des Outcast Hill, welcher westwärts fließende Gewässer blockierte und an seiner Ostseite einen temporären See entstehen ließ.:22 Etwa 4 km südlich entstand der Tadekho Hill an der Spitze eines 180 m hohen Überrests des Trachyts der Spectrum Formation und produzierte Lavaströme, welche sich auf der umgebenden Oberfläche des Plateaus ausbreiteten.:23 Anschließender subglazialer Vulkanismus in der Nähe des zentralen Teils des Arctic Lake Plateau schuf den Palagonitrücken der Wetalth Ridge.:23 Alle drei pleistozänen Vulkane sind in ihrer Zusammensetzung basaltisch und Teil der Arctic Lake Formation, welche während einer Periode der vulkanischen Aktivität vor 0,71 Millionen Jahren entstand.:199, 267
Der Vulkanismus im Holozän schuf subaerische Schlackenkegel und Lavaströme an der Nordwest- und der Südwestseite der Spectrum Range, die alle Teil der Big Raven Formation sind. Das basaltische Mess Lake Lava Field an der Nordwestflanke wurde von drei Schlackenkegeln an der Grenze zum Mess Creek Escarpment ausgestoßen.:235 Die Lava aus den beiden ältesten Kegeln strömte nach Westen und möglicherweise über den Schichtkamm hinweg in das Tal des Mess Creek.:235 Der jüngste Schlackenkegel, The Ash Pit, entstand am Südende des Mess Lake Lava Field und war die Quelle einer nordostwärts gerichteten Tephra-Ablagerung auf dem Kitsu Plateau.:234,235 Ein Ausbruch nahe der Nordgrenze des Arctic Lake Plateau schuf den isolierten Nahta Cone an der Südwestflanke der Spectrum Range, welcher die Quelle eines schmalen, 3 km langen basaltischen Lavastroms war, der sich nordwärts in das Quellgebiet des Nahta Creek bewegte.:214,235 Die vulkanische Aktivität an der Südflanke des Kuno Peak ganz im Südwesten der Spectrum Range schuf einen Schlackenkegel, der letztendlich durch Erdrutsche zerstört wurde.:236 Dieser Schlackenkegel produzierte gleichfalls einen basaltischev Lavastrom, der aber unter dem Geröll des Erdrutsches begraben wurde.:236 Obwohl die vulkanische Aktivität sich in der Spectrum Range bis in die gegenwärtige Epoche des Holozäns fortsetzte, ist der Zeitpunkt der letzten Eruption unbekannt.

### Fumarolische Veränderung

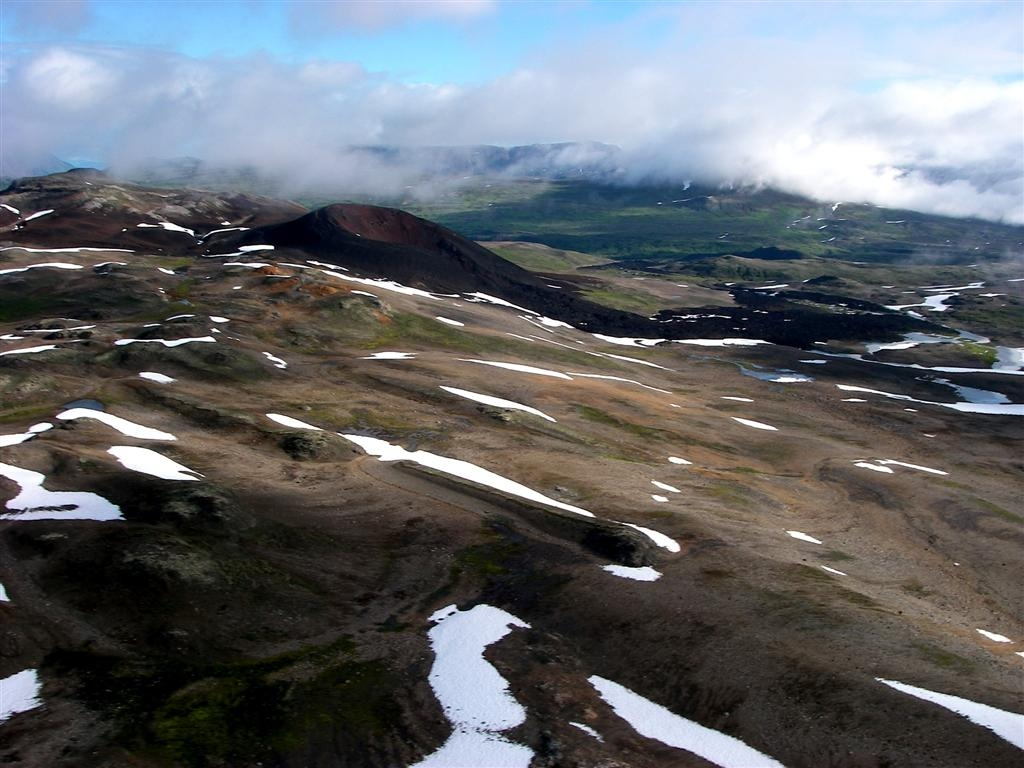
Der Nahta Cone von Südosten mit der wolkenverhangenen Spectrum Range im Hintergrund

Die Veränderung der Gesteine der Spectrum Formation durch fumarolische Aktivität während der Entstehung des Spectrum Dome lief am Yeda Peak und anderswo in der gesamten Spectrum Range ab.:120 Die fumarolische Veränderung am Yeda Peak geschah in der Brekzien-Röhre, aus welcher der Gipfel besteht, und an benachbarten Brüchen; sie ist wahrscheinlich das Ergebnis fumarolischer Aktivität nach der explosiven Eruption, welche den Krater des Yeda Peak schuf.:14,120 Veränderungen an anderen Orten der Spectrum Range waren durch fumarolische Aktivität während der Abkühlung und Entgasung der Lavaströme, aus denen die Spectrum Formation besteht, bedingt. Im Gegensatz zur fumarolischen Aktivität am Yeda Peak, welche wahrscheinlich durch ein tieferes, heißeres und langlebigeres hydrothermales System als irgendwo sonst in der Spectrum Range verursacht wurde, waren die Fumarolen der Lavaströme klein und relativ kurzlebig.:120 Die vielfarbigen Felsen, welchen die Spectrum Range ihren Namen verdankt, sind teilweise das Ergebnis fumarolischer Veränderung.:50:113,120

### Subvulkanische Intrusionen
Im Tal mit dem Quellgebiet des Ball Creek existiert eine subvulkanische Granit-Masse mit abnorm hohem Soda-Gehalt, die möglicherweise in den Fuß des Spectrum Dome während der explosiven Eruption der Brekzien-Röhre am Yeda Peak intrudiert wurde. Sie liegt an der Grenze der hypothetischen Caldera oder unregelmäßigen Struktur des Zusammenbruchs und besteht aus einer Serie durch Gletschereis gerundeter Klippen entlang der Südwestseite des Tals des Ball Creek. Der Soda-Granit, aus dem diese subvulkanische Intrusion besteht, ist glänzend braun und mittel- bis grobkörnig. Er besteht hauptsächlich aus Feldspat, der stellenweise mit Eisen- und Mangan-Oxiden bedeckt ist.:120

## Erreichbarkeit
Die Spectrum Range ist per Wasserflugzeug oder Helikopter erreichbar; beide können in den Gemeinden Iskut und Dease Lake gechartert werden.:31 Privaten Flugzeugen ist die Landung auf den benachbarten Lavaströmen des Kitsu Plateau untersagt. Der Mess Lake nordwestlich der Spectrum Range, der 180 Lake südöstlich der Spectrum Range, der Arctic Lake und der Little Arctic Lake südwestlich der Spectrum Range sowie der Little Ball Lake gerade südlich des Kounugu Mountain am südwestlichen Ende der Spectrum Range sind groß genug, um von Wasserflugzeugen genutzt werden zu können.:31 Die Landung mit privaten Flugzeugen auf den beiden letztgenannten Seen erfordert eine Autorisierung durch den BC Parks Stikine Senior Park Ranger. Alpine Lakes Air und BC Yukon Air sind die einzigen Charter-Gesellschaften, denen der Zugang zu diesem Gebiet per Flugzeug erlaubt ist.